# Ogbomoso
Ogbomoso ou Ogbomosho est une ville du sud-ouest du Nigeria dans l'État d'Oyo. La population de la ville était de 299 535 habitants en 2006, majoritairement de l'ethnie Yoruba. C'est un royaume traditionnel.

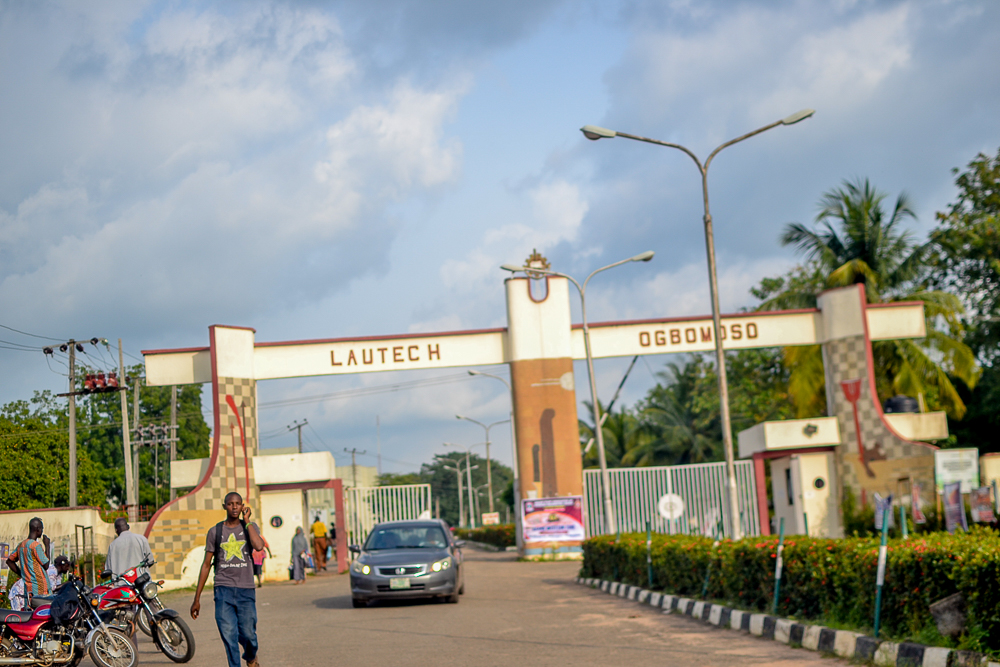
Université de technologie Ladoke Akintola

## Liste des monarques (Soun) d'Ogbomoso
Le fondateur d'Ogbomoso, Soun Olabanjo Ogunlola Ogundiran, fut le premier Soun d'Ogbomoso. Il avait 5 fils, Lakale, Kekere Esuo, Eiye et Jogioro. Il a ensuite été remplacé par son plus jeune fils, Erinbaba Alamu Jogioro, qui était le deuxième Soun.
Les 5 maisons royales d'Ogbomoso descendent des 5 fils de Soun Ikomeyede, le troisième Soun d'Ogbomoso (et fils de Jogioro) : Toyeje, Oluwusi, Baiyewu, Bolanta Adigun et Ogunlabi Odunaro.
Le titre d'origine était Baale (chef mineur) car Ogbomoso était un petit village dans l'Empire d'Oyo. En 1952, le titre a été changé en Soun et ils ont été reconnus comme un monarque. 
- Soun Olabanjo Ogunlola Ogundiran (vers 1659 - vers 1714)
- Soun Erinsaba Alamu Jogioro (fils d'Ogunlola) (vers 1741 - vers 1770)
- Soun Ikumoyede Ajo (fils de Jogioro) (vers 1770 - vers 1797)
- Ologolo (un fils de Jogioro) et Olukan (petit-fils de Lakale et arrière-petit-fils d'Ogunlola) ont régné pendant cette période mais ont été déposés par les Alaafins d'Oyo
- Soun Toyeje Akanni Alebiosu, l'Aare Ona Kakanfo d'Oyo (fils d'Ikumoyede) (c.1800 - c.1825)
- Soun Oluwusi Aremu (fils d'Ikumoyede) (vers 1826 - vers 1840)
- Soun Jayeola Bayewu Kelebe "Are Arolofin Alao" (fils d'Ikumoyede) (vers 1840 - vers 1842)
- Soun Idowu Bolanta Adigun (fils d'Ikumoyede) (vers 1842 - vers 1845)
- Soun Ogunlabi Odunaro (fils d'Ikumoyede) (vers 1845 - vers 1860)
- Soun Ojo Olanipa "Aburumaku", l'Aare Ona Kakanfo d'Oyo (fils de Toyeje) (vers 1860 - septembre 1869)
- Soun Gbagungboye Ajamasa Ajagungbade Ier (fils d'Oluwusi) (1869 - vers 1871)
- Soun Laoye Atanda Orumogege (fils de Bayewu) (vers 1871 - vers 1901)
- Soun Majengbasan Elepo Ier (fils de Bolanta) (1901 - 1907)
- Soun Adegoke Atanda Olayode Ier (fils d'Odunaro) (1908 - 1914); déposé par le gouvernement colonial)
- Soun Itabiyi Olanrewaju Ande (fils d'Aburumaku, petit-fils de Toyeje) (1914 - 1916)
- Soun Bello Afolabi Oyewumi Ajagungbade II (fils d'Ajagungbade Ier, petit-fils d'Oluwusi) (1916 - 18 février 1940)
- Soun Amao Oyetunde (fils d'Oyekola (jamais nommé), petit-fils de Laoye et arrière-petit-fils de Bayewu) (1940 - 12 juin 1944 ; déposé par le gouvernement colonial, retiré de certaines listes de monarques) ; il a été remplacé par son oncle
- Soun Lawani Oke Lanipekun (fils de Laoye, petit-fils de Bayewu) (16 octobre 1944 - 19 mars 1952)
- Oba Olatunji Alao Elepo II (fils d'Elepo I, petit-fils de Bolanta) (1952 - 1966)
- Oba Emmanuel Olajide Olayode II (fils d'Olayode Ier, petit-fils d'Odunaro) (22 juillet 1966 - 1er juillet 1969) ; tué lors de la révolte d'Agbekoya
- Oba Salami Ajiboye Itabiyi II (fils d'Itabiyi, petit-fils d'Aburumaku, arrière-petit-fils de Toyeje) (4 juin 1972 - 2 juin 1973)
- Oba Jimoh Oyewunmi Ajagbungbade III (en) (fils d'Ajagungbade II, petit-fils d'Ajagungbade Ier, arrière-petit-fils d'Oluwusi) (24 octobre 1973 - 12 décembre 2021)

Jimoh Oyewunmi Ajagbungbade III de la Maison royale d'Oluwusi était le Soun régnant le plus longtemps de l'histoire moderne (48 ans, 1 mois et 18 jours). Son successeur n'est pas encore déterminé.